# Oregon (Misuri)
Oregon es una ciudad ubicada en el condado de Holt en el estado estadounidense de Misuri. En el Censo de 2010 tenía una población de 857 habitantes y una densidad poblacional de 329,57 personas por km².

## Geografía
Oregon se encuentra ubicada en las coordenadas 39°59′8″N 95°8′35″O / 39.98556, -95.14306. Según la Oficina del Censo de los Estados Unidos, Oregon tiene una superficie total de 2.6 km², de la cual 2.6 km² corresponden a tierra firme y (0%) 0 km² es agua.

## Demografía
Según el censo de 2010, había 857 personas residiendo en Oregon. La densidad de población era de 329,57 hab./km². De los 857 habitantes, Oregon estaba compuesto por el 98.37% blancos, el 0% eran afroamericanos, el 0.47% eran amerindios, el 0.47% eran asiáticos, el 0% eran isleños del Pacífico, el 0% eran de otras razas y el 0.7% pertenecían a dos o más razas. Del total de la población el 0.23% eran hispanos o latinos de cualquier raza.